# Malgassophlebia
Malgassophlebia é um género de libelinha da família Libellulidae.
Este género contém as seguintes espécies:
- Malgassophlebia bispina
- Malgassophlebia mayanga
- Malgassophlebia mediodentata
- Malgassophlebia westfalli